# Аэропорт имени Абеля Сантамарии
Аэропорт имени Абеля Сантамарии (исп. Aeropuerto Abel Santamaría) (ИАТА: SNU, ИКАО: MUSC) — международный аэропорт, обслуживающий Санта-Клару, столицу провинции Вилья-Клара на Кубе. Он был назван в честь кубинского революционера Абеля Сантамарии. Аэропорт является основным пунктом въезда туристов, направляющихся на остров Санта-Мария и в другие районы северного побережья провинции.
31 августа 2016 года рейс 387 JetBlue из Форт-Лодердейла, Флорида, приземлился в аэропорту, чтобы начать регулярные коммерческие рейсы между Форт-Лодердейлом и Санта-Кларой и стал первым коммерческим рейсом из США на Кубу за 54 года после кубинской оттепели в американо-кубинских отношениях.

## Авиабаза Санта-Клара
Аэропорт является недействующей авиабазой Кубинских революционных вооруженных сил где раньше располагались:
- 14-й тактический полк — бомбардировщики МиГ-23 БН и более старые истребители МиГ-23УБ.

- Тактическое авиационное командование — бомбардировщики МиГ-23 БН и более старые истребители МиГ-23УБ.
  - 2661-я бомбардировочная эскадрилья

- 1890-й полк перехватчиков — истребители МиГ-21Б и УМ.

Авиабаза действующей вертолётной эскадрильи Кубинских революционных вооруженных сил: импортные Ми-8МТ (под наименованием Ми-17) (два замечены в полёте вокруг аэропорта в феврале 2013 г. и шесть на земле, включая один на дозаправке) в роли транспортных вертолётов и импортные Ми-24 (под наименованием Ми-24/35) в роли поддержки войск.